# Eleg Jakubička
Eleg Jakubička (* 26. července 1959) je bývalý slovenský fotbalista, brankář. Po skončení aktivní kariéry působí jako trenér. Za rok 2000 získal Cenu Jána Popluhára.

## Fotbalová kariéra
V československé lize hrál za Tatran Prešov a Inter Bratislava. Nastoupil ve 24 ligových utkáních. Ve druhé nejvyšší soutěži hrál i za Slavoj Trebišov a Chemlon Humenné.

## Ligová bilance
| Ročník                                      | Zápasy | Góly | Klub             |
| ------------------------------------------- | ------ | ---- | ---------------- |
| 1. československá fotbalová liga 1980/81    | 1      | 0    | Tatran Prešov    |
| 1. slovenská národní fotbalová liga 1981/82 | 1      | 0    | Slavoj Trebišov  |
| 1. slovenská národní fotbalová liga 1981/82 | 3      | 0    | Chemlon Humenné  |
| 1. československá fotbalová liga 1983/84    | 10     | 0    | Inter Bratislava |
| 1. československá fotbalová liga 1984/85    | 11     | 0    | Inter Bratislava |
| 1. československá fotbalová liga 1985/86    | 2      | 0    | Inter Bratislava |
| CELKEM                                      | 28     | 0    |                  |